# Filzbach
Filzbach (toponimo tedesco) è una frazione di 509 abitanti del comune svizzero di Glarona Nord, nel Canton Glarona.

## Storia

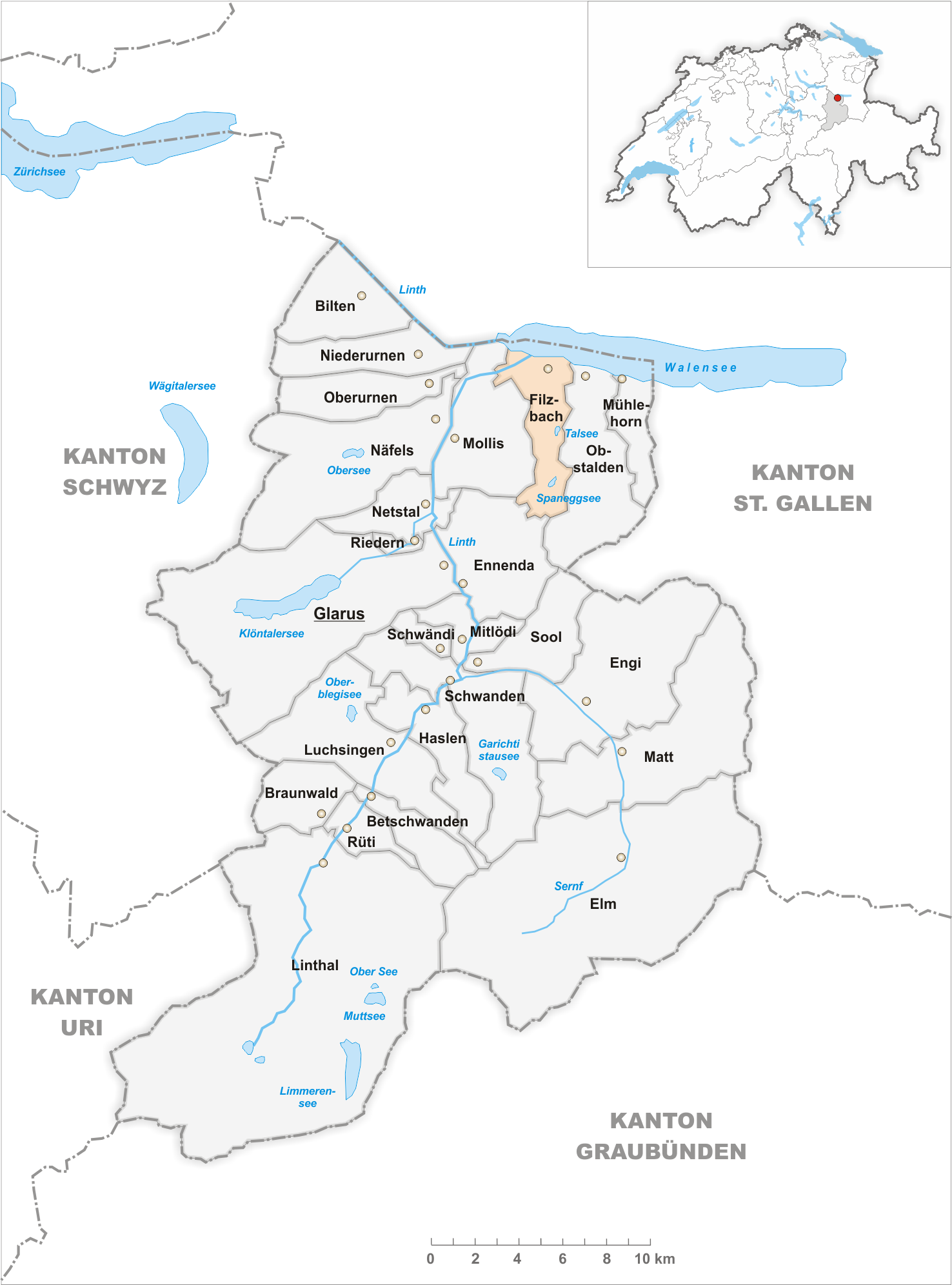
Il territorio del comune di Filzbach prima degli accorpamenti comunali del 2011

Già comune autonomo che si estendeva per 13,93 km², il 1º gennaio 2011 è stato accorpato agli altri comuni soppressi di Bilten, Mollis, Mühlehorn, Näfels, Niederurnen, Oberurnen e Obstalden per formare il nuovo comune di Glarona Nord.

## Monumenti e luoghi d'interesse

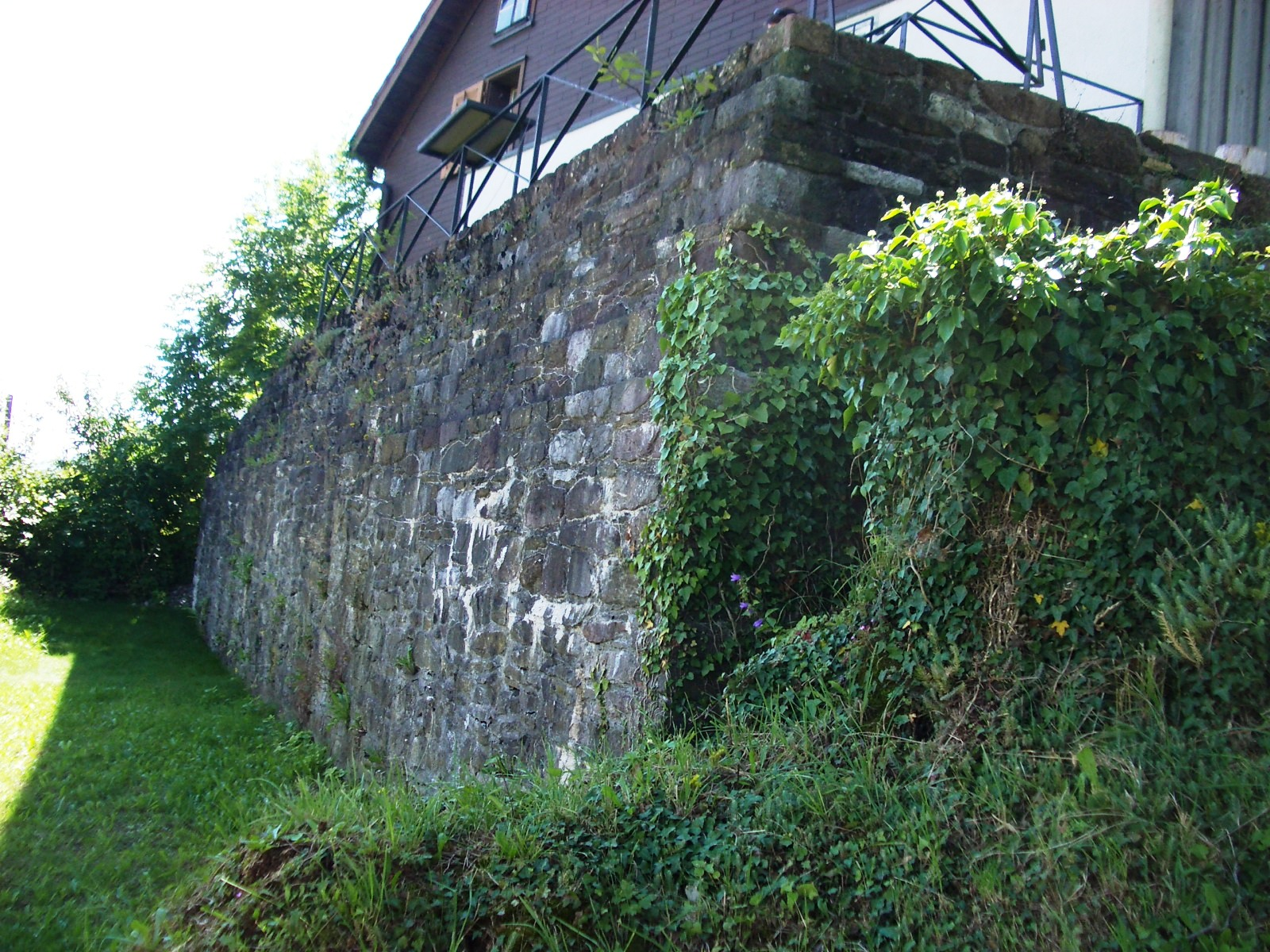
Le rovine della torre romana di Voremwald

- Rovine della torre romana di Voremwald, eretta nel 15 a.C.[3].

## Società

### Evoluzione demografica
L'evoluzione demografica è riportata nella seguente tabella:
Abitanti censiti

## Economia
Filzbach è una località di villeggiatura, soprattutto grazie al lago di Walenstadt, e una stazione sciistica.

## Amministrazione
Ogni famiglia originaria del luogo fa parte del comune patriziale che ha la responsabilità della manutenzione di ogni bene comune.